# Anna Coleman Ladd

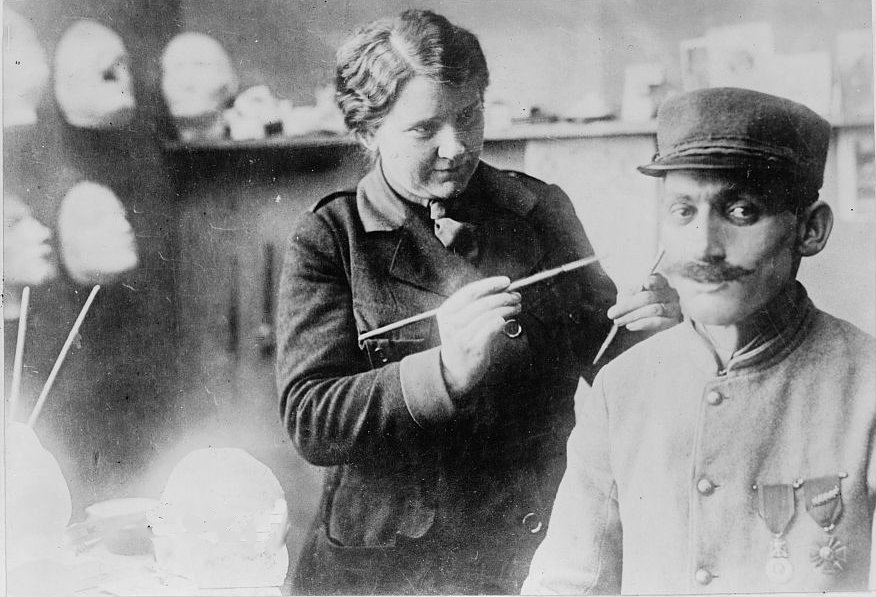
Anna Coleman Ladd przy pracy z jednym z poszkodowanych w walce żołnierzy

Anna Coleman Ladd (ur. 15 lipca 1878 w Filadelfii, zm. 3 czerwca 1939 w Santa Barbara) – amerykańska rzeźbiarka i protetyczka.

## Życiorys
Urodziła się w Filadelfii jako Anna Coleman Watts. Jej rodzicami byli John i Mary Wattsowie. W 1905 wyszła za mąż za lekarza Maynarda Ladda. Miała córkę, Gabriellę May. Przed wybuchem I wojny światowej była aktywna jako artystka w Bostonie. W czasie działań wojennych działała we Francji w ramach Czerwonego Krzyża. W 1918 w Paryżu założyła studio wykonujące protezy twarzy dla rannych żołnierzy. Sporządziła maski dla 185 weteranów. Maski te były wykonywane z blachy miedzianej, posrebrzanej i malowanej. Jednym z poszkodowanych był listonosz Charles Victor, który został ranny w 1915 w wyniku wybuchu granatu ręcznego. Współpracowali z nią inni artyści, między innymi Jane Poupelet (1874–1932) i Robert Wlérick (1882–1944). Za swoją pracę została w 1932 odznaczona Kawalerią Legii Honorowej. Zmarła w Santa Barbara w wieku 60 lat.
Jako rzeźbiarka specjalizowała się w projektowaniu i wykonywaniu fontann. Próbowała swoich sił także jako pisarka. Jest autorką książek Hieronymus Rides i The Candid Adventurer, jak również dwóch niewystawionych sztuk teatralnych.